# Ginga Densetsu Weed
Ginga Densetsu Weed (銀牙伝説ウィード Ginga Densetsu Wīdo?) es la secuela de la serie de anime/manga Ginga: Nagareboshi Gin, también llamada Silver Fang que ocurre 14 años después de la primera serie. Creada por Yoshihiro Takahashi.
El manga fue estrenado en 1999, publicado por Nichibun Comics y el Anime en 2005 por Studio Deen.

## Argumento
La serie trata sobre el cachorro Weed, el hijo de Gin. Un Akita Inu y Kishu Inu mestizo que queda huérfano tras la muerte de su madre a causa de una extraña enfermedad, éste nunca conoció a su padre Gin y decide ir a buscarlo ya que fue el último deseo de su madre, Sakura. En su viaje a las Montañas encontrará muchos amigos y a Hōgen un perro que tiene pensado convertirse en el gran líder después de eliminar a gin. 
Durante la serie se pierden muchos personajes, se conocen muchos más, pero más que nada, se demuestra el valor de la amistad, la lealtad y la valentía.

## Personajes
- Weed

Es el hijo de Gin y Sakura, y el actual líder de Ōu. A Weed no le gusta matar, por eso la mayoría de las veces deja a sus enemigos huir. En el manga, Weed tiene dos hermanos: Joe y Yukimura. En el primer episodio, Weed le intenta robar la caza a GB para llevárselos a su madre. GB le cedió el pájaro y Weed le dio las gracias, aunque no le dijo su nombre (ya que en ese momento no tenía). Más tarde es nombrado "Weed" por GB y luego él con GB y Smith van en busca del padre de Weed, Gin.
- Jerome

Jerome es un perro entrenado para ser asesino. Después de que Kaibutsu escapara, sus creadores lo mandaron, junto con North, Robert, Rocker y Heuler a capturarlo. Jerome le enseñó a pelear a Weed. Se junta con un grupo de perros para ayudar a Weed a vencer a Hōgen. Fue desterrado del grupo por matar a Thunder y a Lector. En el episodio 25, Jerome es arrojado al río por Hōgen, y Weed salta a salvarlo. En el Anime, Jerome muere salvando a Weed cuando se desmaya en el río. 
- Ken

El hijo de Ben y Cross, lidera un pequeño grupo en el ejército de Ōu. Su mejor amigo y colíder es Kagetora, ambos son inseparables. Ken, junto con Kagetora fueron a buscar a Ben, Cross, Kurotora y su manada, quienes luego se unieron al ejército de Ōu. Ken es muy fuerte y muy protector de sus amigos y familiares.
- Kagetora

Para acortar, lo llaman Kage. Es el hijo de Kurotora y el hermano de Harutora y Nobutora. Kagetora es muy impulsivo, leal y orgulloso. Cuando el y Ken fueron a buscar a su familia, Kagetora y sus hermanos se unieron a la manada de Ōu mientras que Kurotora defendía Futago Pass del Gran Danés, Genba.
- Shirogane Kyōshirō

El líder de un grupo grande pero fuerte de perros jóvenes, todos abandonados o maltratados por sus padres. Después de varias batallas, Weed se gana la lealtad de Kyōshirō y logra que el y sus perros se unan a la manada de Ōu. Kyōshirō estaba furioso con Weed cuando le dijo a Jerome que se fuera de la manada, así que Kyōshirō siguió a Jerome, pero luego Jerome le dice que vuelva con Weed, ya que su decisión era correcta. A veces Kyōshirō es un poco terco, pero siempre pelea con todas sus fuerzas por Weed.
- Tesshin

Hijo de Kurojaki y líder de los Koga, un perro-ninja que puede imitar el Zetsu Tenrō Battōga de Gin. Tesshin demuestra ser uno de los compañeros más fieles y capacitados de Weed. Tesshin era llamado en Ginga Nagareboshi Gin Chibi, su padre era el enemigo de Akame.
- GB

GB se encontró con Weed cuando este le intentaba robar un pájaro, pero cuando le dijo que su madre estaba enferma, GB se lo cedió. Sin embargo, a causa de sus acciones, su líder, Nero, lo manda a cazar otro pájaro. Cuando están cazando en un estanque de patos, su amigo, Sasuke, es atacado por un perro guardián. Sasuke le revela a todos que GB es en realidad el padrino de Weed. GB es el más débil y cobarde del grupo, pero lo compensa con su humor y su buen corazón. En los últimos episodios GB intenta atacar a Hōgen, y luego GB es salvado por Jerome. GB muere en el manga 59, asesinado por un oso.
- Mel (Mercedes)

Un cachorro de la misma edad de Weed, y un antiguo esclavo de Blue y sus dos secuaces. Blue le ordenó matar a Weed, pero Weed le dice que debe hacer lo que piensa que es correcto. En ese momento Mel ataca a Blue dejando que Weed, GB, Hook y Smith terminen con él. Luego de esto Mel decide quedarse con Weed, GB y Smith, dejando solo a Hook. Mel intento defender Gajō del ejército de Hōgen que, obviamente, lo superaban en número.
- Rocket

Rocket estuvo en el ejército de Hōgen, pero luego se unió al grupo de Weed. Su lealtad se consolidó cuando sus hermanos, Missile y Jet, fueron asesinados por Hōgen. Aunque Jerome y los otros desconfiaban de él, demostró su lealtad cuando rescató a GB en el episodio 8.
- Hiro

Apodado en inglés, "the Ballsnatcher", debido a la forma en que ataca a sus enemigos. El ayudó a John a Rescatar a Reika de las garras de Hōgen y luego se une a Weed. Hiro busca vengarse de Kamakiri por el asesinato de su padre y por haberle quitado su ojo derecho. Esto lo consigue en el episodio 22.
- Sasuke

Uno de los amigos de GB. Weed lo salva de perro guardián en el primero episodio, y luego dice que ira en busca de su antiguo dueño. Luego aparece como un esclavo de Hōgen en el episodio 19.
- Hook

Antes fue una mascota y un secuaz de Blue, pero escapo de sus dueños para vengarse de Blue por provocar la muerte de Kuro, su hermano. Trabajo para Weed de forma independiente, le informó a Gin acerca de Weed y ayudó a rescatar a Gin cuando estaba siendo secuestrado por Hōgen. El llevó con seguridad a Reika a Gajō cuando Weed se encontró por primera vez con Hōgen.
- Reika

Es la hija de uno de los camaradas de Gin. Fue capturada con Gin y John por Hōgen pero escapó con John y Hiro. Ella no está acostumbrada a pelear, pero e el episodio 24 engaña a Hōgen y lo empuja a un río helado intentando ahogarlo. Jerome salta al río y salva a Reika de ahogarse.
- Gin

Gin es el padre de Weed y el perro que venció al oso Akakabuto, y el gobernante de Futago Pass. Gin fue capturado por Hōgen, pero fue rescatado por Kyōshirō y Tōbee. Cuando se recuperó, le pasó el mando a su hijo, Weed.
- Akame

Uno de los tenientes directos de Gin. El último perro-ninja de Iga, y el líder de los perros Iga. Se instala en el ejército Ōu cuando logra escapar de Hōgen cuando Gin y John son capturados. En el manga afirma que si lo habría mandado a él en vez de a John, sería porque John se hubiera quedado a luchar hasta la muerte.
- John

El mejor amigo de Gin y su primer teniente, fue capturado junto a Gin por Hōgen. Logra escapar, pero estaba tan lastimado por Hōgen que se dejó morir. Los colmillos de John están enterrados en Gajō junto con su cuerpo.
- Kurotora

Uno de los comandantes de Gin y el único sobreviviente de los hermanos Kai. Es el padre de Kurotora, Harutora y Nobutora y el tío de Shigure.
- Ben

Uno de los sobrevivientes más viejos de la batalla contra Akakabuto. Es el padre de Ken, y el mejor amigo y compañero de Kurotora. A pesar de su edad sigue siendo muy fuerte, aunque prácticamente ciego. Tiene que ser guiado por Cross.
- Cross

El único soldado femenino de Ōu, es fuerte y competitiva, y tiene un carácter feroz. Es la pareja de Ben y madre de Ken. Ella sirve como los ojos de Ben.
- Smith

Uno de los comandantes de Gin. Perdió una pata después de salvar a GB de ser atropellado. Salvo a Sakura del ataque de Kaibutsu y fue enviado informar a Gin del ataque. Fue asesinado por Kaibutsu salvando a Weed en el episodio 4.
- Hōgen

Un jefe deshonesto en "Alpes Sur". Sus orejas están cortadas debido a peleas que él tuvo con otros perros. Tomó de rehén a Gin y a John para convertirse en el líder de Futago Pass. Él y su hermano mataron a un humano que los tenía cautivos a ellos y otros perros, los cuales algunos tuvieron que devorar uno por uno. Esta es la causa de su crueldad, por eso dijo que su último blanco eran los humanos. Cuando Hōgen cae por la pelea que tuvo con Weed, Gin se acerca con intención de matarlo, pero Weed lo detiene y dice que si no perdonan a sus enemigos las guerras nunca tendrán fin. Hōgen usa esa oportunidad para subir a la cima de Gajō gritando que aún iba a matar a todos los perros. Muere cuando un rayo le cae encima.
- Genba

El hermano menor de Hōgen. Se ve casi idéntico a Hōgen, solo que Genba tiene ojos amarillos y orejas más largas. Lidera la invasión de Hōgen en Futago Pass en el episodio 13. Ambos hicieron una promesa que solo morirían por los colmillos del otro. Shigure y Tesshin lanzan a Genba de un acantilado y Genba sufre una lesión masiva en la cabeza, lo que lo hace perder la razón. Hōgen decide poner fin a su sufrimiento, matándolo, y cumpliendo con su promesa. Hōgen nunca habló sobre esa promesa o del porque mató a Genba.
El manga fue estrenado en 2000, publicado por Nichibun Comics y el Anime en 2005 por Studio Deen.
- Datos: Q1524961